# روبن ميلنر
روبن ميلنر (بالإنجليزية: Robin Milner) (ولد 13 يناير 1934 وتوفي في 20 مارس 2010) عالم حاسوب بريطاني، اشتهر في مجال علم الحاسوب، فاز بجائزة تورنغ في عام 1991.